# 列支敦士登進步公民黨
列支敦士登進步公民黨（德語：Fortschrittliche Bürgerpartei in Liechtenstein，缩写为FBP）是列支敦士登的一个民族保守主义政黨，是该国的兩個主要政黨之一，同時也是基督教民主的愛國聯盟。它與現已解散的基督教社會人民黨同时成立於1918年，是列支敦士登現存政黨中最古老的。

## 历史
该党于1918年由中产阶级公民和农业社区成员建立，以回应基督教社会人民党（VP）的形成。 它在1918年的选举中赢得了大多数选举产生的席位，但VP组建了一个政府。
VP在1922年，1926年1月和1926年4月赢得选举，但FBP赢得了1928年的选举，成为政府党直到1938年，Josef Hoop担任总理直到1945年。1938年FBP允许爱国者联盟加入联合政府。 在1997年选举之前，两党统治联盟，之后爱国联盟组建了一个政府。 FBP赢得了2001年的选举，其领导人奧特馬爾·哈斯勒成为总理。 在2005年选举之后，联盟得到了更新，i/奧特馬爾·哈斯勒继任总理。 VU的克劳斯·曲切尔在2009年至2013年期间担任该职位，此后FBP领导人阿德里安·哈斯勒成为总理。